# Lindsey Vuolo
Pour les articles homonymes, voir Vuolo.
Stephanie Heinrich Shanna Moakler
Lindsey Eve Vuolo, née le 14 octobre 1981 à Princeton dans le New Jersey, est un modèle de charme et une actrice américaine. Âgée de 20 ans, elle est apparue comme playmate dans les pages de Playboy en novembre 2001, photographiée par Arny Freytag. Elle a été tout particulièrement remarquée comme étant la première playmate juive se revendiquant comme telle, et a suscité de nombreuses polémiques notamment au sein de la communauté juive conservatrice pendant que prenaient son parti certaines féministes et les tenants de la pornographie.

## Biographie
Le père de Lindsey est d’origine italienne ; de religion catholique, il s’était converti au judaïsme pour épouser sa mère, elle-même juive d’origine hongroise et allemande. Lindsey a été élevée dans ce milieu conservateur et est allée en 1999 en Israël pendant deux semaines lors d'un échange d'étudiants : cette expérience l'a profondément marquée et émue, tout particulièrement en voyant le Mur des Lamentations : « Être à Jérusalem a été si émouvant pour moi. J'ai craqué et me suis mise à pleurer. », dit-elle dans son interview pour Playboy.
Pour financer ses études, elle a travaillé comme serveuse dans des cocktails et posé pour le calendrier d'une marque de maillots de bain ; finalement, elle s'est décidée à poser pour Playboy. Elle a pu ainsi obtenir son diplôme en communications, avec mention, de l’Université d'Indiana en Pennsylvanie.
C’est Kristy, une amie proche, qui lui a conseillé de postuler pour poser dans le magazine et qui a même envoyé ses photos alors que ce n’était pas son idée, et qu’elle ne pensait d’ailleurs pas pouvoir être choisie. Pourtant elle fut convoquée pour la séance de pose et invitée à Los Angeles ; elle s'y rendit sans en parler à ses parents, et fut sélectionnée comme future playmate. Tout en reconnaissant qu'être choisie par Playboy est un des plus beaux compliments qu'une jeune fille puisse recevoir, elle reconnut avoir posé principalement pour l'argent l'aidant à financer ses études.  
Retournée chez ses parents, elle en informa sa mère, ne sachant trop quelle réaction en attendre. Celle-ci lui répondit simplement : « Fais-le si tu y tiens réellement, mais fais en sorte d’être de retour à la maison pour la fête de Pessa'h (la Pâque juive). Elle redoutait aussi la réaction de son père qui fut cependant très compréhensif. Son rabbin n'a pas voulu commenter son apparition dans Playboy, se contentant de dire que Lindsey était une merveilleuse jeune femme qu'il aimait beaucoup.
En effet, Lindsey affirme pratiquer la religion judaïque de façon scrupuleuse et ne manquer sous aucun prétexte les fêtes religieuses. Dans le reportage photographique qui lui est consacré, parmi les photos de jeunesse de sa Playmate Data Sheet, elle a même fait insérer une photo d’elle à 13 ans lors de sa Bat Mitsva (cérémonie de confirmation religieuse, par laquelle la jeune fille juive marque sa majorité). Par ailleurs, elle affirme ne vouloir fréquenter et se marier qu’avec un jeune homme de confession israélite, afin que ses enfants soient eux-mêmes élevés dans cette religion, et que la récitation de la Haggada ne se perde pas dans sa famille.
Cette position inhabituelle lui attira des soutiens, par exemple celle du rabbin Brad Hirschfield (en), Président du National Jewish Center for Learning and Leadership, mais aussi des critiques de nombreuses personnes estimant que le fait de poser nue dans un magazine masculin était incompatible avec le fait de se définir comme une juive pieuse qui fréquente la synagogue. Elle fut d’ailleurs interviewée sur ce sujet par un rabbin ultra-orthodoxe (Shmuley Boteach), très désapprobateur de ce qu'elle avait fait ; Lindsey fit valoir qu’elle ne considérait pas Playboy comme un magazine pornographique, et qu’elle était à l’aise du côté de la religion, dont elle se sent plus proche de jour en jour. Bradley Hirschfield, également orthodoxe mais plus moderne, considéra en revanche que Lindsey a eu une action très positive quant au regard porté sur les femmes juives aux Etats-Unis, dans la lignée - si dans un autre registre de la beauté féminine -  de Bess Myerson devenue en 1945 la première Miss America juive. Il s'enthousiasma, notamment de ce que des juifs pieux aient enfin l'opportunité de fantasmer sur les photos d'une femme juive attachée à sa religion (« Now you have Jewish men who will go home and masturbate to a Jewish girl for a change »).
Après la période « Playmate » initiée presque involontairement, Lindsey s'est prise au jeu et est apparue dans de nombreuses éditions spéciales du magazine (Newsstand Special), ainsi que dans plusieurs videos Playboy et dans la comédie érotique pour adolescents The Weekend. Elle a aussi participé à l'émission de télé-réalité The Girls Next Door.

## Apparitions dans les numéros spéciaux dePlayboy
- Playboy's Nude Playmates avril 2002 - pages 50-53.
- Playboy's Playmate Review Vol. 18, août 2002 - pages 78-85.
- Playboy's Sexy College Girls Août 2002 - pages 80-81.
- Playboy's Voluptuous Vixens Vol.6, août 2002.
- Playboy's Playmates in Bed Vol.6, décembre 2002 - pages 62-67.
- Playboy's Barefoot Beauties Vol.4, janvier 2003.
- Playboy's Book of Lingerie Vol.90, mars 2003.
- Playboy's Nude Playmates avril 2003 - pages 62-63.
- Playboy's Voluptuous Vixens Vol.7, avril 2003.
- Playboy's Book of Lingerie Vol.92, juillet 2003.
- Playboy's Playmates in Bed Vol.7, novembre 2003 - pages 20-25.
- Playboy's Book of Lingerie Vol.95, janvier 2004 - pages 28-29.
- Playboy's Nude Playmates avril 2004 - pages 84-87.
- Playboy's Playmates in Bed Vol.8, décembre 2004 - pages 76-79.

## Filmographie
- Playmates in Bed
- Playboy Video Playmate Calendar 2003
- Playmates Unwrapped
- The Weekend (2007)